# Alexander (Iowa)
Pour les articles homonymes, voir Alexander.
Alexander est une ville du comté de Franklin, en Iowa, aux États-Unis. Elle est incorporée le 25 mars 1902.

## Source de la traduction
- (en) Cet article est partiellement ou en totalité issu de l’article de Wikipédia en anglais intitulé « Alexander, Iowa » (voir la liste des auteurs).